# Ácsteszér
Ácsteszér là một thị trấn thuộc hạt Komárom-Esztergom, Hungary. Thị trấn này có diện tích 17,73 km², dân số năm 2010 là 687 người, mật độ 39 người/km².